# Guan Chenchen
Guan Chenchen (Hubei, 25 settembre 2004) è una ginnasta cinese, campionessa olimpica alla trave a Tokyo 2020.

## Carriera junior

### 2019
Partecipa ai Campionati nazionali dove vince il bronzo con la squadra. Successivamente viene scelta per partecipare ai Campionati mondiali juniores a Gyor, dove aiuta la squadra cinese a vincere la medaglia d'argento. 

## Carriera senior

### 2020
Ai Campionati nazionali vince il bronzo con la squadra e l'oro alla trave.

### 2021
Ai Campionati nazionali vince nuovamente il bronzo con la squadra.
Il 3 luglio viene scelta per partecipare alle Olimpiadi di Tokyo come individualista.
Il 25 luglio prende parte alle Qualifiche, tramite le quali si qualifica al primo posto per la finale alla trave.
Il 3 agosto partecipa alla finale, vincendo la medaglia d'oro davanti alla connazionale Tang Xijing.